# Наде, Микаэль
Микаэ́ль Наде́ (фр. Mickaël Nadé; родился 4 марта 1999 года в Сарселе, Франция) — французский футболист, центральный защитник клуба «Сент-Этьен».

## Футбольная карьера
Наде начал заниматься футболом в местной команде ААС «Сарсель», откуда в 15 лет попал в академию «Сент-Этьена». Дебютировал за «Сент-Этьен» 20 мая 2017 года в матче против «Нанси» в рамках Лиги 1.
В июле 2020 года Микаэль ушёл в годовую аренду в клуб «Кевийи Руан».